# 魚津市立図書館
魚津市立図書館（うおづしりつとしょかん）は、富山県魚津市本江1940番地にある公共図書館。かつて魚津市民会館があった場所にある。

## 沿革
新川県庁舎土蔵時代
- 1900年（明治33年）1月 - 木村松次郎、室清次郎、五十里櫂右衛門、植木伊三郎により魚津文庫を創立し、事務所を木村松次郎宅に置く[2]。5月10日、町営魚津図書館に改称し[3]、旧新川県庁舎の土蔵にて開館[2][4]。1926年（大正15年）4月28日には、町立魚津簡易図書館となる[5]。

下新川郡公会堂時代
- 1926年（大正15年）
  - 4月28日 - 町立魚津簡易図書館設立[6][7]。
  - 6月 - 下新川郡公会堂の階下を改装して、魚津町立図書館を開館[2]。

田方町時代
- 1928年（昭和3年）4月 - 田方町98番地に移転。町立魚津図書館となる[6]。
- 1932年（昭和7年）5月 - 西田源次郎寄贈による書庫が落成[8]。
- 1952年（昭和27年）4月1日 - 魚津市立図書館に改称。

旧館時代
- 1960年（昭和35年）9月 - 多東清吉[注 1]の申出（1959年（昭和34年）12月1日[9]）により、沖田割の旧鴨川べりに新図書館が着工[10]。1961年（昭和36年）10月13日に竣工[9]。
- 1961年（昭和36年）11月15日 - 新図書館が開館。鉄筋コンクリート造回廊式2階建てで床面積741.665㎡、最大収蔵冊数6万冊を目標としていた[10]。多東記念館を併設した。総工費約1500万円。
- 1964年（昭和39年）8月 - 魚津ロータリークラブから前月に寄贈されたマイクロ型移動図書館「ふみかぜ」運行開始（1976年4月に休止）[10]。
- 1975年（昭和50年）5月 - 木村喜見城の川柳碑が図書館前に設置される[11]。
- 2004年（平成16年）11月1日 - 現行館への移転作業および旧図書館の解体の為、長期休館[12][13]。

現行館時代
- 2001年（平成13年）10月29日 - 魚津市立図書館建設基本計画が策定される[14]。
- 2003年（平成15年）10月22日 - 旧市民研修センター（魚津市民会館）跡地に現図書館が建設着工[15]。
- 2004年（平成16年）10月29日 - 現図書館完成[15]。
- 2005年（平成17年）
  - 3月25日 - 現行図書館の竣工式。開館記念に児玉清による講演を開催[13]。
  - 3月26日[16] - 現行図書館が魚津市民会館跡地に開館。旧図書館は解体され、現図書館の駐車場となった[17]。
- 2020年（令和2年）12月 - 図書除菌機を2台設置[18]。
- 2021年（令和3年）3月31日 - 電子書籍貸出サービス『うおづ電子図書館』を開始する[18][19]。

## 施設
鉄筋コンクリート一部3階建て、床面積2,789㎡、開架部分最大収容冊数は10万冊、閉架部分最大収容冊数は30万冊。建物はたてもんをモチーフとしており、日差しや騒音を遮る『蜃気楼スクリーン』などが設けられている。食品廃材再利用の壁紙やガラス廃材使用の外部舗装材などを使用し、夜間電力を利用した氷畜熱空調システムなど、環境に配慮した構造となっている。総事業費は11億4,340万円。
設計は日立建設設計、施工は山形建鐵、谷口建設JV。
第36回富山県建築賞入選。
1階
事務室、サービスカウンター、一般書架コーナー、ヤングアダルトコーナー、マルチメディアコーナー、絵本コーナー、AV資料コーナー、雑誌コーナー、こどもコーナー、参考書コーナー、郷土資料コーナー、くつろぎコーナー、など
2階
学習室、視聴覚室、研修室、ランチスペース、ボランティアルームなど

## 交通アクセス
- あいの風とやま鉄道魚津駅より徒歩約15分
- 富山地方鉄道電鉄魚津駅より徒歩約5分